# Untermarchtal
Untermarchtal är en kommun (tyska Gemeinde) i Alb-Donau-Kreis i förbundslandet Baden-Württemberg i Tyskland. Folkmängden uppgår till cirka 900 invånare, på en yta av 5,62 kvadratkilometer.
Kommunen ingår i kommunalförbundet Munderkingen tillsammans med staden Munderkingen och kommunerna Emeringen, Emerkingen, Grundsheim, Hausen am Bussen, Lauterach, Obermarchtal, Oberstadion, Rechtenstein, Rottenacker, Unterstadion och Unterwachingen.

## Befolkningsutveckling
| Befolkningsutvecklingen i Untermarchtal 1975–2015 | Befolkningsutvecklingen i Untermarchtal 1975–2015 | Befolkningsutvecklingen i Untermarchtal 1975–2015 | Befolkningsutvecklingen i Untermarchtal 1975–2015 | Befolkningsutvecklingen i Untermarchtal 1975–2015 |
| ------------------------------------------------- | ------------------------------------------------- | ------------------------------------------------- | ------------------------------------------------- | ------------------------------------------------- |
|                                                   |                                                   |                                                   |                                                   |                                                   |
| År                                                |                                                   |                                                   | Folkmängd                                         | Areal (ha)                                        |
| 1975                                              | 1975                                              |                                                   | 970                                               | 561                                               |
| 1980                                              | 1980                                              |                                                   | 894                                               |                                                   |
| 1985                                              | 1985                                              |                                                   | 891                                               |                                                   |
| 1990                                              | 1990                                              |                                                   | 881                                               |                                                   |
| 1995                                              | 1995                                              |                                                   | 883                                               |                                                   |
| 2000                                              | 2000                                              |                                                   | 916                                               |                                                   |
| 2005                                              | 2005                                              |                                                   | 947                                               |                                                   |
| 2010                                              | 2010                                              |                                                   | 933                                               |                                                   |
| 2015                                              | 2015                                              |                                                   | 879                                               |                                                   |
|                                                   |                                                   |                                                   |                                                   |                                                   |